# 2023 베일드 오디션
《2023 베일드 오디션》은 2023년 9월 22일부터 2023년 11월 25일까지 유튜브와 웨이브에서 방송된 블라인드 오디션 프로그램이다.

## 순위
?는 최종적으로 얼굴 비공개를 선택한 경우다.
| 순위  | 이름          | 닉네임                |
| ----- | ------------- | --------------------- |
| 1위   | 강범석        | 청담동 스트라이커     |
| 2위   | 김지언        | 일산동 소울요정       |
| 3위   | 최충현        | 화곡동 청개구리       |
| 4위   | 황금비        | 장위동 핵펀치         |
| 5위   | 노아          | 성산동 유학생         |
| 6위   | 강성재        | 이태원동 AI           |
| 7위   | 김민영        | 어방동 불나방         |
| Top14 | 정지우        | 월피동 짱구           |
| Top14 | 홍순길        | 국우동 F100%          |
| Top14 | 박규빈        | 한남동 허당           |
| Top14 | 공유진&유민지 | 중곡동&신림동 TT      |
| Top14 | 이영토        | 구월동 김세정         |
| Top14 | ?             | 목동 겉차속따         |
| Top14 | ?&?           | 충신동에서 당산동까지 |
| Top22 | 김범준        | 민락동 꺾기장인       |
| Top22 | 방효빈        | 미아동 쿠로미쨩       |
| Top22 | 강세린        | 탄현동 새벽감성       |
| Top22 | ?             | 산본동 허수아비       |
| Top22 | 송예지        | 평촌동 고양이         |
| Top22 | ?             | ?                     |
| Top22 | ?             | ?                     |
| Top22 | ?             | ?                     |